# Andreas Hammerschmidt
Pour les articles homonymes, voir Hammerschmidt.
Andreas Hammerschmidt, né en 1611 ou 1612 à Brüx en Royaume de Bohême, et mort le 20 octobre 1675 à Zittau, en Électorat de Saxe, est un compositeur et organiste baroque allemand originaire de Bohême. Surnommé l'« Orphée de Zittau », Hammerschmidt est l'un des compositeurs de musique sacrée les plus populaires dans le Saint-Empire du XVIIe siècle. Disciple d'Heinrich Schütz, il a beaucoup contribué à concilier l'esprit de la tradition luthérienne et les innovations venues d'Italie, tel que le figuralisme ou madrigalisme.

## Biographie
Il est né d'un père et d'une mère saxons au sein d'une petite communauté protestante du royaume de Bohême. En 1626, pendant la guerre de Trente Ans, sa famille doit fuir la Bohême pour des raisons religieuses. Les Hammerschmidt s'installent à Freiberg, en Saxe, où le jeune Andreas reçoit son éducation musicale. Il n'aurait pas étudié auprès de Christoph Demantius, alors cantor à Freiberg et certainement le compositeur le plus important de la ville. Il est toutefois probable qu'il l'ait connu et ait entendu ses œuvres. Si un grand nombre de musiciens célèbres du début de la période baroque ont séjourné à Freiberg, il est impossible de savoir lequel ou lesquels auraient enseigné au jeune Hammerschmidt, bien que sa formation, au vu de sa carrière ultérieure, ait assurément été de premier ordre.
En 1633, Andreas Hammerschmidt quitte Freiberg pour un poste d'organiste auprès du comte Rudolf von Bünau au château de Weesenstein, mais il revient à Freiberg dès l'année suivante et toujours en qualité d'organiste. Il se marie peu après. Il aura six enfants, dont trois morts en bas âge.
En 1639, il quitte de nouveau Freiberg pour la ville de Zittau, où il succède à Christoph Schreiber comme organiste. Il occupe ce poste le reste de sa vie et fait ainsi, sans tapage, une carrière exemplaire, bien que la vie musicale ait été gravement perturbée par la guerre de Trente Ans, notamment à cause la décimation des chorales et de la réduction des budgets. Après la fin de la guerre, en 1648, la vie musicale reprend son ancien et haut niveau de qualité, donnant au compositeur la chance de donner la pleine mesure de son talent. En quelques années, Hammerschmidt devient ainsi l'un des compositeurs les plus connus d'Allemagne et l'un des plus célèbres représentants du style concertant de la génération postérieure à Heinrich Schütz. Bien que très respecté et consulté comme un expert sur de nombreuses questions esthétiques et techniques, il semble avoir été sujet à de vives colères, dont certaines l'auraient conduit à être impliqué dans des bagarres. En dépit de cela, ses activités comme musicien et notable de la ville lui assurent une belle aisance financière et le loisir de posséder une maison à la ville et une autre à la campagne.
Andreas Hammerschmidt laisse un nombre considérable de recueils de motets, de concerts sacrés et autres pièces religieuses, soit un corpus de plus de 400 œuvres, répartis dans 14 recueils. Comme l'a noté le compositeur lui-même, ses motets possèdent un style plus conservateur. Plusieurs adoptent la forme de la monodie chorale, un type de compositions propre au culte protestant. Hammerschmidt est en effet un représentant de la deuxième génération de compositeurs qui ont développé la tradition allemande baroque issue des formes et des styles importés d'Italie et introduits en Allemagne par Heinrich Schütz.
Certains concerts sacrés d'Hammerschmidt sont écrits pour de grands ensembles, avec diverses combinaisons d'instruments et de voix. Leur structure annonce la cantate allemande qui atteindra son apogée avec Johann Sebastian Bach.
Bien qu'Hammerschmidt ait été organiste toute sa vie, aucune composition pour orgue n'a survécu, et il est fort possible qu'il n'en publia jamais : en fait, les organistes ont toujours improvisé et, à cette époque, publiaient rarement leurs œuvres. Quelques œuvres de musique instrumentale ont survécu dans trois recueils collectifs. Il s'agit pour l'essentiel de suites de danses influencées par le style anglais, alors très en vogue en Allemagne du Nord.

## Discographie
- Andreas Hammerschmidt, Vier Suiten aus der Sammlung „Erster Fleiß“, Hespèrion XX, dir. Jordi Savall, Ars Musici (1986)
- Andreas Hammerschmidt, Motets extraits des Musicalische Andachten, des Fest-, Buß- und Danklieder et des Fest- und Zeitandachten, Ensemble Sagittarius, Maîtrise de Radio France, dir. Michel Laplénie, MPO assai, Radio France (2000)
- Andreas Hammerschmidt, Sacred Works, Weser-Renaissance Bremen, dir. Manfred Cordes, CPO (2003)
- Andreas Hammerschmidt, Machet die Tore weit, Gli Scarlattisti, dir. Jochen Arnold, Carus (2012)
- Andreas Hammerschmidt, Also hat Gott die Welt geliebt, Gli Scarlattisti, dir. Jochen Arnold, Carus (2013)
- Andreas Hammerschmidt, Ach Jesus Stirbt, Vox Luminis, dir. Lionel Meunier, Ricercar (2020)